# DN72A
De DN72A (Drum Național 72A of Nationale weg 72A) is een weg in Roemenië. Hij loopt van Târgoviște naar Valea Mare-Pravăț bij Câmpulung. De weg is 62 kilometer lang.